# Congrès extraordinaire du Parti radical de mai 1955
Le congrès extraordinaire du Parti radical de mai 1955 se tient le 4 mai 1955 à Paris, à la salle Wagram. Il voit le Parti radical, l'une des principales forces de la IVe République, se scinder en deux blocs en raison d'une divergence sur plusieurs thèmes de politique étrangère et de politique intérieure. Ne parvenant pas à s'accorder, les deux forces se présentent en ordre dispersé aux élections législatives qui suivent, qui sont gagnées par le Front républicain, créé par Pierre Mendès France. Ces élections sont suivies en octobre 1956 par la création du Centre républicain par l'aile droite du parti.

## Contexte

### Dissensions depuis l'automne 1953
Dès le congrès d’Aix-les-Bains à l'automne 1953, des radicaux « orthodoxes » déplorent que de nouveaux élus du parti ne se soient pas dissociées des mesures prises par les gouvernements de centre droit, qui s'installent en 1952 avec Antoine Pinay. Ces critiques redoublent lorsque ceux-ci ne soutiennent pas Pierre Mendès France, parvenu au pouvoir au printemps 1954 comme président du Conseil, car il est soupçonné de vouloir « brader l'Empire » colonial après son « discours de Carthage » sur la Tunisie et le Maroc, ou encore de pratiquer le « dirigisme » après le vote par les députés des pouvoirs spéciaux pour les mesures de soutien à l'économie française, le 10 août 1954.

### Chute de Mendès France et contestation d’Edgar Faure
Quand son gouvernement chute le 5 février 1955 à cause du vote hostile d’une vingtaine de radicaux, le parti se déchire et ces vingt députés radicaux sont dénoncés par La Dépêche du Midi, grand quotidien des radicaux du Sud-Ouest, un bastion du parti. Un congrès extraordinaire est alors réclamé. Léon Martinaud-Déplat, le président administratif du parti s'y oppose puis cède, car le maire de Lyon Édouard Herriot, une figure importante du parti, le réclame aussi.
Lors des élections cantonales d'avril 1955, dernier scrutin avant la scission des radicaux et quelques jours avant le congrès extraordinaire, Edgar Faure, nouveau président du Conseil, est défié dans sa circonscription par le populiste Pierre Poujade qui vient de créer un nouveau parti, l'Union de défense des commerçants et artisans (UDCA), qui a réuni au Parc des expositions le 24 janvier une centaine de milliers de militants puis le 15 février un meeting au Vélodrome d'Hiver. L'un des proches d'Edgar Faure à son cabinet Valéry Giscard d'Estaing se déplace dans le Jura pour le défendre. En participant à la campagne, il découvre que la salle où sera organisée le meeting de Pierre Poujade est alimentée en électricité de la mairie, occupée par Edgar Faure, et lui coupe le courant à deux reprises,.

## Déroulement

### Objet et courants
À l'origine, ce congrès devait se limiter à « l'examen de la tactique du parti, au moment où le radical Edgar Faure gouverne avec un ministère de centre-droit » depuis qu'il est président du conseil. Mais une motion de la fédération du Rhône exige le remplacement de la présidence administrative par un directoire animé par Pierre Mendès France. L'atmosphère se révèle houleuse, avec cris et sifflets de la part de la majorité, et même souvent tumultueuse, dès l'ouverture, observe l'envoyé spécial du Monde. Le député Lucien Degoutte, qui la représente, souligne les contradictions en participer à un gouvernement de coalition et mettre en pratique une radicale. La motion contestataire est inscrite dès l’ouverture du congrès à l’ordre du jour, par l'assemblée des présidents et secrétaires généraux de fédérations, conformément aux statuts.
Le courant réformateur, incarné par Pierre Mendès France, qui était encore président du Conseil en janvier 1955 avant de chuter, est défendu par trois militants issus des fédérations, tandis que celui des orthodoxes, qui s'allie à eux, est « représenté par Édouard Daladier, René Billères, André Maroselli » et le président de la fédération du Pas-de-Calais. Le plus vieux parti de France y subit aussi les assauts des jeunes militants parisiens, parmi lesquels Charles Hernu.

### Vote et orientation retenue
À l'occasion de ce congrès, les adhérents du Parti radical votent pour la création d'une commission chargée de réformer les statuts dans le sens de la démocratie et politique, dont Pierre Mendès France prend la présidence, et entérinent une orientation politique, qui penche désormais vers une alliance avec les partis de gauche, répondant aux souhaits d'une nouvelle équipe souhaitant moderniser le parti en se recentrant sur les sources idéologiques du radicalisme, pour la mise en œuvre d'une politique sociale « réaliste »,. Mendès France estime qu'il faut complètement remettre en cause le fonctionnement traditionnel du parti, et la base de ces réformes est la suppression du poste de président administratif, ce qui permet dans un second temps d'écarter d'autres dirigeants des postes-clé ,.

### Tandem Mendès France-Édouard Herriot
En mai 1955, Pierre Mendès France prend ainsi les rênes, sur le plan opérationnel, du Parti radical et en devient premier vice-président, une fonction créée lors de ce congrès. Son but est de rajeunir et dynamiser l'appareil vieillissant,. Édouard Herriot renonce au cours de ce congrès à sa décision initiale de « se retirer définitivement de la présidence » du parti. 
Édouard Herriot est alors élu président à vie du Parti radical, même si Mendès France est président dans les faits, car il trop âgé pour assumer cette fonction. Le changement est entériné par le congrès du Parti radical en novembre 1955, ce qui rend Mendès « maître » du parti. Edgar Faure est exclu de la formation le 1er décembre 1955, ce qui sera confirmé en appel en 1956, ainsi que Martinaud-Déplat.

## Conséquences et suites

### Hausse du nombre d’adhérents radicaux
Les réformes votées lors du congrès de la salle Wagram ont un impact sur le nombre d'adhérents du parti, mesuré lors des congrès ordinaires, qui passe de 71 000 au congrès d’octobre 1954 à plus de 90 000 lors du congrès de novembre 1955 puis dépasse en janvier 1956 le seuil des 100 000, dont une partie croissante n'adhère pas en s'adressant aux fédérations départementales mais directement par un courrier à Paris, à l'équipe animée par Pierre Mendès France. 
Le renforcement parmi les adhérents de la présence des jeunes, des cadres et enseignants, ou plus généralement de la « fraction la plus intelligente de la bourgeoisie française », est alors saluée par Georges Suffert dans le magazine L'Express, fondé en 1953 et très impliqué dans la dénonciation de la guerre d'Indochine, qui prendra fin à l'été 1954 sous le gouvernement Mendès France.

### Tour de France de PMF et condamnation de Poujade par le PCF
Le congrès est suivi par un « tour de France des fédérations » de Pierre Mendès France, au printemps et à l’été 1955, pour consolider l'assentiment des adhérents et préparer les élections du 2 janvier 1956.
Autre conséquence, l'issue du congrès va favoriser un rapprochement des radicaux avec les partis de gauche, y compris le Parti communiste français, qui était plus opposé que jamais aux partis de la Troisième force (incluant la SFIO, le MRP et les radicaux) depuis la guerre d'Indochine et la réforme électorale qui avait pénalisé les partis extérieures à la Troisième force lors des législatives de 1951. L'évolution se dessine à l'automne 1955 : le PCF, qui avait apporté une forme de soutien aux populistes du mouvement de Pierre Poujade pendant une durée assez longue, prend ses distances, en particulier le 1er octobre 1955, date d'un éditorial réprobateur dans la presse communiste du dirigeant Waldeck Rochet.

### Exclusion d'Edgar Faure du Parti radical
Fin novembre, à l'Assemblée nationale, tous les dirigeants radicaux prennent position contre le président du conseil Edgar Faure, qui est exclu du bureau du parti radical, le 1er décembre 1955,, ce qui sera confirmé en appel l’année suivante. C'est alors la première fois qu'un chef de gouvernement est exclu de son propre parti. La majorité est très large avec 19 voix pour l'exclusion, six pour le blâme et deux pour le refus de sanction. Les radicaux reprochent à Edgar Faure d'avoir suggérée au président René Coty de dissoudre l'Assemblée nationale, ce dernier espérant ainsi prendre de vitesse le centre gauche. Édouard Herriot demande le premier au chef du gouvernement de s'expliquer : ce dernier justifie sa demande par le fait de n'avoir pu faire passer un projet de réforme constitutionnelle visant à instituer le scrutin d'arrondissement au lieu du scrutin départemental, qui restera en vigueur jusqu'en 1958. Georges Laffargue, René Mayer et Martinaud-Déplat se solidarisent avec lui et sont aussi exclus.

### Déroute des partisans d'Edgar Faure aux législatives de 1956
À l'occasion des élections législatives anticipées de janvier 1956, les soutiens de Mendès France s'allient à la gauche au sein du Front républicain, qui obtient, dans le contexte des « événements » d'Algérie, 27,7 % des voix, rendant la gauche majoritaire avec les près de 26 % des communistes.
Edgar Faure s'est lui replié sur le Rassemblement des gauches républicaines, qu’il organise en parti politique autonome et dont il prend la présidence. Lors de la campagne électorale, ses partisans se présentent sous cette étiquette aux côtés des modérés de l'UDSR et du MRP. Sa formation obtient seulement 3,8 % des voix, étant concurrencée sur sa droite par l'UDCA de Pierre Poujade et Jean-Marie Le Pen, pro-Algérie française et qui entre en force à l’Assemblée avec près de 13 % et 52 députés.